# Verdipulvinus nolinae
Verdipulvinus nolinae är en svampart som beskrevs av A.W. Ramaley 1999. Verdipulvinus nolinae ingår i släktet Verdipulvinus, divisionen sporsäcksvampar och riket svampar.   Inga underarter finns listade i Catalogue of Life.